# Васильев, Флор Иванович
Флор Ива́нович Васи́льев (19 февраля 1934, Бердыши, Ярский район, Удмуртская АССР — 5 июня 1978, Ижевск, Удмуртская АССР) — советский удмуртский поэт. Член Союза писателей СССР с 1964 года. Председатель правления Союза писателей Удмуртской АССР (1974—1978). Лауреат премии имени Комсомола Удмуртии (1967), Государственной премии Удмуртской Республики (1978, посмертно). Выдающийся удмуртский национальный поэт-лирик. Классик удмуртской поэзии.

## Биография
Флор Иванович родился 19 февраля 1934 года в деревне Бердыши Ярского района Удмуртской АССР в семье сельского учителя. Окончил начальную школу деревни Бердыши в 1945 году и 7 классов средней школы села Укан. В 1948 году поступил в Глазовское педучилище, после окончания работал учителем физкультуры, черчения и рисования в семилетней школе деревни Яр с августа по сентябрь 1952 года. 1 октября был переведён на работу в редакцию глазовской газеты «Ленинский путь» как секретарь. 29 августа 1953 года Ф. И. Васильев поступил в Глазовский педагогический институт, на факультет языка и литературы который окончил в 1958 году с отличием. Во время учёбы Флор Васильев был старостой литературного кружка, руководимого поэтом и фольклористом Д. А. Яшиным.
6 мая 1953 года Васильев был выбран секретарём Глазовского горкома ВЛКСМ, где работал до 2 декабря 1959 года. Потом был переведён в редакцию газеты «Ленинский путь» как заместитель директора. 9 мая переведён в редакцию газеты «Комсомолец Удмуртии». С 16 мая по 1 сентября 1962 года занимал должность заместителя редактора, по 1 июня — редактора газеты. Далее переведён на должность заместителя редактора газеты «Советская Удмуртия», где работал до 1 декабря 1968 года. Затем был переведён в Союз писателей Удмуртской АССР, где работал до 8 августа 1972 года на должности литературного консультанта, позже стал главой союза. С 9 августа был назначен редактором журнала «Молот».
Флор Иванович Васильев был делегатом III съезда писателей РСФСР, участником IV и V съездов писателей СССР.
Погиб в июне 1978 года в автомобильной катастрофе, которая произошла в Удмуртии на 7 километре Якшур-Бодьинского тракта.

## Политическая деятельность
Флор Васильев был комсомольским работником. В 1948 вступил в ВЛКСМ, где был избран сначала группкомсоргом, затем членом комитета ВЛКСМ Глазовского педучилища. С 1955 по 1958 — студент Глазовского пединститута, избирается секретарем комитета ВЛКСМ. Сразу после окончания института избран вторым секретарем Глазовского горкома комсомола. В течение жизни Флор Васильев был на должностях депутата Глазовского горсовета, члена Глазовского горкома КПСС. Избирался членом бюро Удмуртского обкома ВЛКСМ, Первомайского райкома КПСС города Ижевска, депутатом Первомайского Совета народных депутатов, Верховного Совета Удмуртской АССР. Член Союза писателей СССР с 1964 года.

## Творческая деятельность
Флор Васильев — автор стихов на удмуртском (7 сборников) и русском (5 сборников) языках. Его стихи печатались в журналах «Октябрь», «Юность», «Сельская молодёжь», «Урал», «Наш современник», «Дружба народов», «Знамя», «Молодая гвардия», «Огонек», «Смена», «Нева», в газетах «Правда», «Удмуртская правда», «Комсомолец Удмуртии», «Советская Россия», «Литературная газета», транслировались по Всесоюзному и местному радио.
Многие стихи переведены на разные языки — болгарский, венгерский, украинский, латышский, татарский, чувашский, якутский, коми и другие языки народов СССР и мира.
На русский язык стихотворения Флора Васильева переводили известные советские поэты С. Щипачёв, В. Солоухин, О. Поскрёбышев, А. Алдан-Семёнов, А. Жигулин, В. Савельев, Е. Храмов, Т. Ку́зовлева, Н. Злотников, З. Палванова, Я. Серпин, А. Смольников, А. Тюрин, Е. Храмов и др.
На украинский язык стихи Васильева переводил поэт-диссидент из Сум Николай Данько. Была сохранена переписка между поэтами, которая находится на учёте Сумского областного государственного архива.

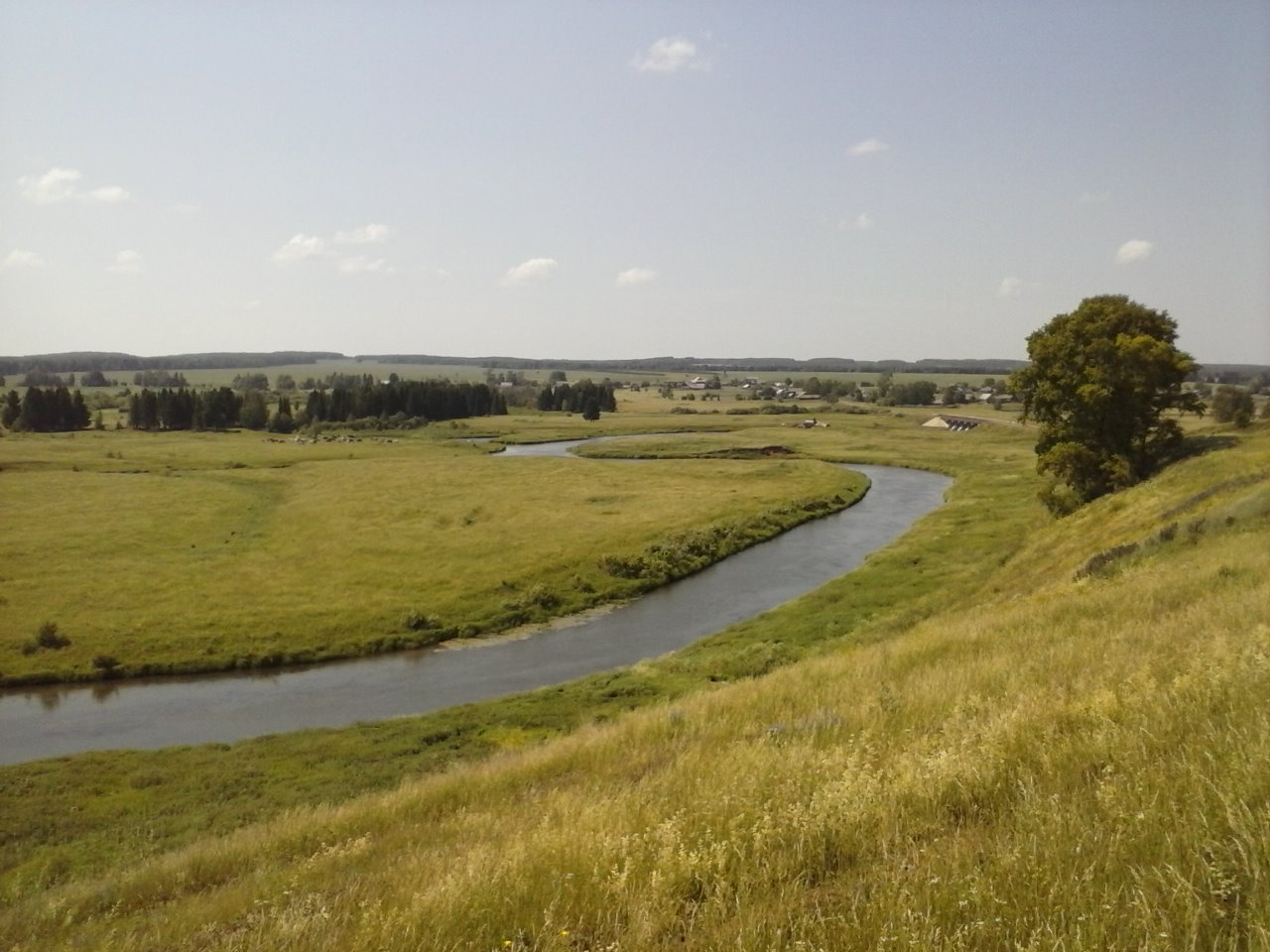
Удмуртия, Ярский район

Самыми популярными стали поэтические строки поэта:
В любой чащобе

Лишних нет деревьев,

И если даже вырубить кусты,

То и тогда леса лишатся древней,

Естественной и дивной красоты.

Как согревает чье-нибудь участье,

Когда лихой беды наступит срок,

Так человек

Тогда бывает счастлив,

Когда он на земле не одинок.

Хватает Волге широты и сини,

Но с Камою она еще синей.

И для меня бы

Не было России

Без маленькой Удмуртии моей.
Перевод Владимира Савельева.

## Катастрофа
Погиб 5 июня 1978 года в автомобильной катастрофе. Виновником аварии был признан водитель грузовика, который уснул за рулём, выехал на встречную полосу и совершил лобовое столкновение с автомобилем Васильева. В машине находилось трое человек, включая литератора. Ни одному из них выжить не удалось.

### Книги
- Флор Васильев Лирика. Пер. с удм. — Ижевск: Удмуртия, 1967. — 128 с.
- Флор Васильев Черёмуха: Стихи. Пер. с удм. — М.: Советский писатель, 1971. — 128 с.
- Флор Васильев Минута: Книга стихов. Пер. с удм. / Предисл. Степана Щипачёва. — М.: Светская Россия, 1972. — 158 с. — 10 000 экз.
- Флор Васильев Единственное: Стихи. Пер. с удм. / Послеслов. Д. Черашняя; Худож. А. И. Кротов. — Ижевск: Удмуртия, 1973. — 208 с.; портр.; в супер. — 20 000 экз.
- Флор Васильев Светлая осень: Стихи. Пер. с удм. — М.: Современник, 1973; 2-е изд. 1985, — 144 с.
- Флор Васильев Времена жизни: Стихи. Пер. с удм. — М.: Советский писатель, 1976. — 128 с.
- Флор Васильев Река и поле: Стихи. Пер. с удм. — М.: Современник, 1978. — 296 с. — портр.; в пер.; ил. и влож. пластинкой: читает автор. — 10 000 экз. (Б-ка поэзии «Россия»)
- Флор Васильев Дороги: Стихи. Пер. с удм. / Сост. В.Цыбин / — М.: Советская Россия, 1981. — 288 с.
- Флор Васильев Вкус солнца: Стихи. Пер. с удм. / Вступит. статья О. Поскрёбышева; Сост. З. Богомолова. — М.: Современник, 1983. — 302 с. — 20 000 экз.
- Флор Васильев Родное: Избранное. Пер. с удм. / Предисл. и сост. С. Гладышевой. — М.: Молодая гвардия, 1986. — 302 с.; ил.; в пер. — 25 000 экз.
- Флор Васильев Тихие строки: Стихи. Пер. с удм. / Худож. Александр Добрицын. — М.: Советский писатель, 1987. — 320 с.; портр. — 10 000 экз.
- Флор Васильев Моя столица — Бердыши!: Стихи. Пер. с удм. — Ижевск: Анигма, 2009.
- Флор Васильев Ошмес синмын учке музъем = Глазами чистых родников: Стихи в переводах на русский язык. — Ижевск: Удмуртия, 2016. — 128 с.; портр.; в пер. — 500 экз. — ISBN 978-5-7659-0824-2

### Собрание сочинений
- Флор Васильев Стихотворения: Стихи. / Сост. авт. предисл. и указателя А. Ермолаев // Пер. с удм. — Ижевск: Инвожо, 2003. — 664 с.; портр.; в пер. — 3000 экз.; ISBN 5-89806-057-X

### Журналы
Выборочно
- «Юность» № 11, 1969. — 112 с.; Флор Васильев [стихи]: «Река раздвинула пределы…»; «Не спеша, в затаённой надежде воскреснуть…»; «Искусством и молвой увековечен…» (Перевёл Владимир Савельев); Воспоминание (Перевела Татьяна Кузовлёва) С.66—67. — 2 000 000 экз.
- «Юность» № 12, 1976. — 112 с.; Флор Васильев [стихи]: «Для чего же капли дождя…»; «Словно сойка, жизнь в иных краях…»; «Когда зима завалит снегом…»; «Безличий месяц стоит на земле…»; «Есть в народе такая примета…» (Перевёл Евг. Храмов). С.61. — 2 650 000 экз.

## Цитаты
Флор Васильев — национальный, самобытный поэт. Поэт со своей интонацией, поэт, рожденный природой своего края, потому что нет почти не одного стихотворения, в котором бы не присутствовала природа, будь то снег или река, пшеница или лес, береза или дуб. Это поэт, который живет в лирике своего края.
— Сергей Михалков

Хороший поэт не может быть плохим человеком. Поэзия Флора Васильева — пример редкого слияния лирического героя и автора. За каждой его поэтической строкой чувствуется золотой запас человечности и совестливости, без чего невозможно представить себе истинного художника.
— Андрей Дементьев

Творчеству удмуртского поэта Флора Васильева — долго быть в памяти и на устах.
— Олег Поскрёбышев

## Память
- Именем Ф. Васильева названа улица в Глазове.
- Мемориальная доска Флора Васильева установлена на доме, где он жил, и на здании учебного корпуса пединститута, в котором Ф. И. Васильев учился.[10]
- 12 июня 2005 году на Центральной площади Ижевска состоялась закладка памятной звезды в честь удмуртского поэта Флора Васильева[11].
- В преддверии 80-летия со дня рождения удмуртского поэта в Ярском районе учреждены ежегодные Премии имени Флора Васильева по двум возрастным категориям — «Тюрагай» и «Пичи Тюрагай»[12][13][14].
- 21 августа 2021 года в поселке Яр состоялось торжественное открытие Памятной мемориальной доски имени Ф. И. Васильева[15].

## Награды и премии
- Орден «Знак Почёта»
- Медаль «За доблестный труд. В ознаменование 100-летия со дня рождения Владимира Ильича Ленина»
- Почётные грамоты Президиума Верховного Совета УАССР
- Знак ЦК ВЛКСМ «За активную работу в комсомоле»
- Премия имени Комсомола Удмуртии за книгу «Тон Ярис» (1967)
- Государственная премия Удмуртской АССР за сборники стихов «Времена года» и «Куар Усен толезе» (посмертно,1978)